# Dichrostachys akataensis
Dichrostachys akataensis är en ärtväxtart som beskrevs av Villiers. Dichrostachys akataensis ingår i släktet Dichrostachys och familjen ärtväxter. Inga underarter finns listade i Catalogue of Life.